# مقاطعة ويستمورلاند (بنسلفانيا)
مقاطعة ويستمورلاند (بالإنجليزية: Westmoreland County, Pennsylvania)‏ هي إحدى مقاطعات ولاية بنسلفانيا في الولايات المتحدة. بلغ عدد سكانها 365169 نسمة في عام 2010 حسب إحصاء مكتب تعداد الولايات المتحدة.

## أعلام
- إدغار كوان
- جون وايت جيري
- توماس فليتشير
- جيمس بولارد إسبي
- ديفيد ألتر

## وصلات خارجية
- www.co.westmoreland.pa.us